# مايك موسر
مايك موسر (بالإنجليزية: Mike Moser)‏ مواليد 8 نوفمبر 1990 في دالاس، هو لاعب كرة سلة أمريكي. بدأ مسيرته الاحترافية في سنة 2014. يلعب مع نادي بريشتينا لكرة السلة في الدوري الكوسوفي لكرة السلة. يحمل الرقم 0. يبلغ طوله 6 قدم 8 بوصة (2.0 م). لعب كرة السلة الجامعية في جامعة أوريغون. لعب مع ليتوفوس رايتس ونادي بريشتينا لكرة السلة.

## روابط خارجية
- مايك موسر على موقع كرة السلة الأوروبية.كوم (الإنجليزية)
- مايك موسر على موقع كلية كرة السلة في سبورتس رفرنس.كوم (الإنجليزية)
- مايك موسر على موقع ريلجم (الإنجليزية)
- مايك موسر على موقع بروبوليرز (الإنجليزية)
- مايك موسر على موقع سبورتس رفرنس (الإنجليزية)